# Martin Sensmeier

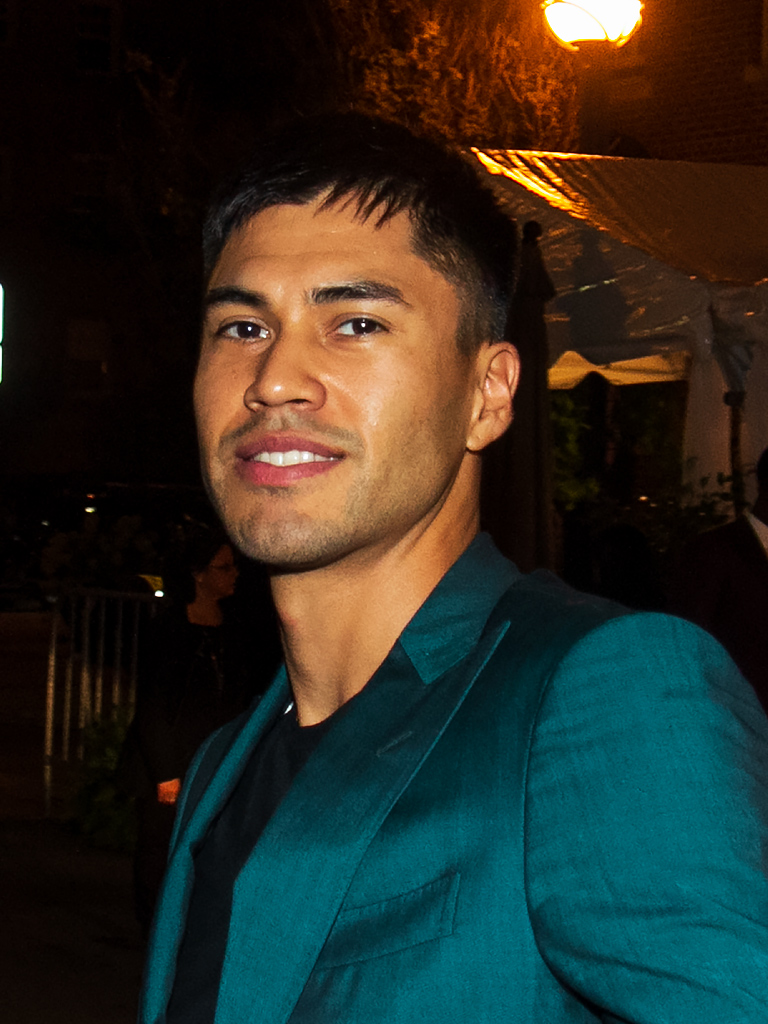
Martin Sensmeier (2018)

Martin Sensmeier (* 27. Juni 1985 in Anchorage, Alaska) ist ein US-amerikanischer Schauspieler und ein Model. Er entstammt den indigenen Volksgruppen der Tlingit und der Koyukon.

## Leben und Karriere
Martin Sensmeier wurde in Anchorage, im US-Bundesstaat Alaska, als Sohn von Ray und Eva Sensmeier geboren und wuchs später in Yakutat auf. Sein Vater entstammt mütterlicherseits der Volksgruppe der Tlingit und hat väterlicherseits deutschamerikanische Wurzeln, seine Mutter entstammt den Koyukon-Athabasken aus Ruby an den Ufern des Yukon River.
Bereits in der Schule regte sich in ihm der Wunsch Schauspieler zu werden. Zunächst arbeitete er jedoch eine Zeit lang als Schweißer. In der freien Zeit flog er immer wieder nach Los Angeles, wo er Modeljobs annahm und an Schauspielunterricht teilnahm. Endgültig zog er 2007 nach Los Angeles.
Seine erste Schauspielrolle übernahm er 2014 in dem Kurzfilm K’ina Kil: The Slaver’s Son. Es folgte die Rolle des Mohawk in der Serie Salem. 2016 war Sensmeier als Red Harvest einer der titelgebenden Protagonisten des Films Die glorreichen Sieben, einer Neuauflage des Klassikers aus dem Jahr 1960. Darin war er neben Größen wie Denzel Washington, Ethan Hawke, Chris Pratt und Vincent D’Onofrio zu sehen. 2017 folgte als Chip Hanson eine Nebenrolle im Film Wind River. 2018 folgten die Filme Perfect und der Science-Fiction-Film Encounter.
2016 war Sensmeier unaufgeführt in der Pilotfolge der Serie Westworld in der Rolle eines indigenen Ghost-Nation-Krieger-Hosts zu sehen. Für die zweite Staffel wurde die Rolle unter dem Namen Wanahton ausgebaut. 
2020 übernahm er in der englischen Originalfassung des Videospiels Tell Me Why von Dontnod Entertainment die Rolle des Chief Eddy. Das Spiel spielt in Alaska und die Figur gehört wie Sensmeier selbst der indigenen Volksgruppen der Tlingit an. Zudem war er als Sergeant Samuel Coldfoot in einer Hauptrolle in der vierteiligen Miniserie Der Befreier zu sehen, die beim Streaminganbieter Netflix veröffentlicht wurde.

## Privates
Er ist seit 2016 mit der Sängerin Kahara Hodges liiert, einer Navajo. Sensmeier ist Mitglied des Native Wellness Institute, einer Organisation zur Förderung der Indigenen in den USA.

## Filmografie (Auswahl)
- 2014: K’ina Kil: The Slaver’s Son (Kurzfilm)
- 2014: Salem (Fernsehserie, drei Episoden)
- 2016: Lilin’s Brood
- 2016: Die glorreichen Sieben (The Magnificent Seven)
- 2016–2018: Westworld (Fernsehserie, fünf Episoden)
- 2017: Wind River
- 2018: Perfect
- 2018: Encounter
- 2019: Yellowstone (Fernsehserie, fünf Episoden)
- 2020: FBI: Most Wanted (Fernsehserie, Episode 1x07)
- 2020: Der Befreier (The Liberator, Miniserie, vier Episoden)
- 2021: The Ice Road
- 2021: Montford: The Chickasaw Rancher
- 2021–2022: Rutherford Falls (Fernsehserie, zwei Episoden)
- 2022: 1883 (Fernsehserie, drei Episoden)
- 2022: 9 Bullets
- 2023: Frybread Face and Me